# Kleinzell
Kleinzell ist eine Gemeinde mit 854 Einwohnern (Stand 1. Jänner 2025) im Bezirk Lilienfeld in Niederösterreich.

## Geografie

Klein Zell (Mitte oben) und Umgebung um 1873 (Aufnahmeblatt der Landesaufnahme)

### Geografische Lage
Kleinzell liegt im Mostviertel in Niederösterreich auf einer Seehöhe von 480 m, etwa 10 km sudöstlich der Bezirkshauptstadt Lilienfeld, etwa 25 km südlich der Landeshauptstadt St. Pölten und etwa 55 km südwestlich der Bundeshauptstadt Wien. Die Fläche der Gemeinde umfasst 93,02 Quadratkilometer, wovon 84,27 Prozent bewaldet sind.
Kleinzell wird vom Halbach durchflossen und liegt im gleichnamigen Halbachtal. Das Gemeindegebiet wird von den Gutensteiner Alpen geprägt. Die beiden höchsten Erhebungen sind die Reisalpe (1399 m ü. A.), welche auch gleichzeitig der höchste Berg der Gutensteiner Alpen ist, und der Hochstaff (1305 m ü. A.).

### Ausdehnung des Gemeindegebietes
Das Gemeindegebiet reicht von der Kalten Kuchl im Süden bis zur Haxenmühle im Norden, von der Reisalpe im Westen bis zum Dürrholzer Kreuz im Osten.

### Gemeindegliederung
Das Gemeindegebiet umfasst folgende vier Ortschaften (in Klammern Einwohnerzahl Stand 1. Jänner 2025):
- Außerhalbach (83)
- Ebenwald (29) samt Schwarzwald
- Innerhalbach (82) samt  Fensterbach, Giselhof und Rad
- Kleinzell (660) samt Arzbach, Frauental, Fünfhaus, Gütenbach, Hölle, Salzerbad und Schneidergraben

Die Gemeinde besteht aus den Katastralgemeinden Ebenwald, Hinterhallbach und Kleinzell.

### Nachbargemeinden
| St. Veit an der Gölsen |                                             | Hainfeld |
| Lilienfeld             | Kompassrose, die auf Nachbargemeinden zeigt | Ramsau   |
| Hohenberg              | Rohr im Gebirge (WB)                        |          |

## Geschichte

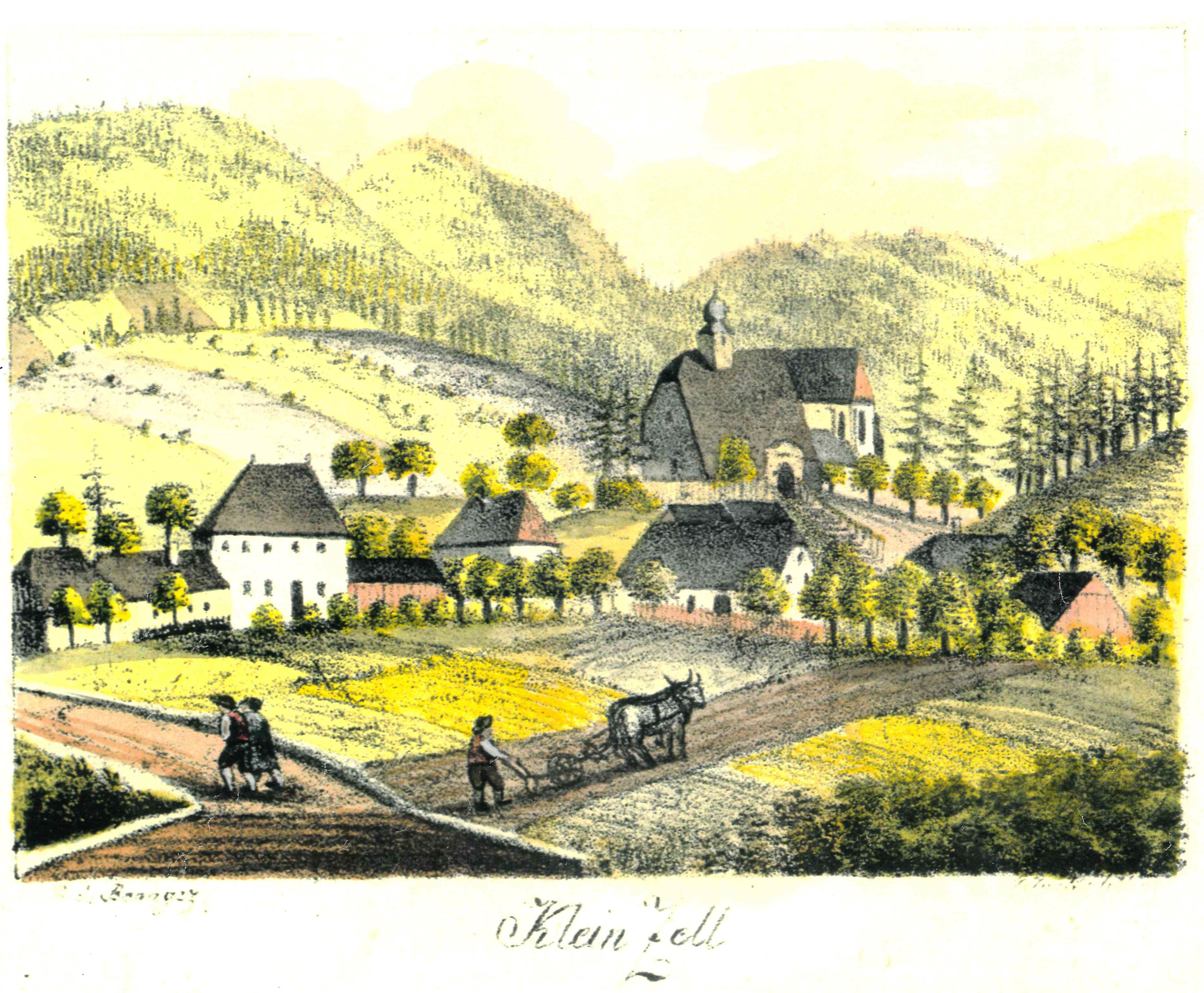
Kleinzell um 1820

Im Altertum war das Gebiet Teil der Provinz Noricum.
Die Kuranstalt Salzerbad wurde 1887 eröffnet.
Am 1. April 1945 ereignete sich im Innerhalbach ein schwerer Verkehrsunfall. Auf der damals unbefestigten Straße stürzte ein Zugwagen mit 2 Anhängern in den Halbach. Dabei kamen 13 Schulmädchen aus Oberhausen, 2 Mädchen aus Wien, ein Soldat und ein unbekannter Junge ums Leben.

### Einwohnerentwicklung
| Kleinzell: Einwohnerzahlen von 1869 bis 2025        | Kleinzell: Einwohnerzahlen von 1869 bis 2025 | Kleinzell: Einwohnerzahlen von 1869 bis 2025 | Kleinzell: Einwohnerzahlen von 1869 bis 2025 | Kleinzell: Einwohnerzahlen von 1869 bis 2025 |
| --------------------------------------------------- | -------------------------------------------- | -------------------------------------------- | -------------------------------------------- | -------------------------------------------- |
| Jahr                                                |                                              |                                              |                                              | Einwohner                                    |
| 1869                                                | 1869                                         |                                              | 1.353                                        | 1.353                                        |
| 1880                                                | 1880                                         |                                              | 1.259                                        | 1.259                                        |
| 1890                                                | 1890                                         |                                              | 1.286                                        | 1.286                                        |
| 1900                                                | 1900                                         |                                              | 1.270                                        | 1.270                                        |
| 1910                                                | 1910                                         |                                              | 1.364                                        | 1.364                                        |
| 1923                                                | 1923                                         |                                              | 1.243                                        | 1.243                                        |
| 1934                                                | 1934                                         |                                              | 1.288                                        | 1.288                                        |
| 1939                                                | 1939                                         |                                              | 1.205                                        | 1.205                                        |
| 1951                                                | 1951                                         |                                              | 1.178                                        | 1.178                                        |
| 1961                                                | 1961                                         |                                              | 1.049                                        | 1.049                                        |
| 1971                                                | 1971                                         |                                              | 1.073                                        | 1.073                                        |
| 1981                                                | 1981                                         |                                              | 1.017                                        | 1.017                                        |
| 1991                                                | 1991                                         |                                              | 845                                          | 845                                          |
| 2001                                                | 2001                                         |                                              | 834                                          | 834                                          |
| 2011                                                | 2011                                         |                                              | 840                                          | 840                                          |
| 2021                                                | 2021                                         |                                              | 856                                          | 856                                          |
| 2025                                                | 2025                                         |                                              | 854                                          | 854                                          |
| Quelle(n): Statistik Austria, Gebietsstand 1.1.2021 |                                              |                                              |                                              |                                              |

## Kultur und Sehenswürdigkeiten

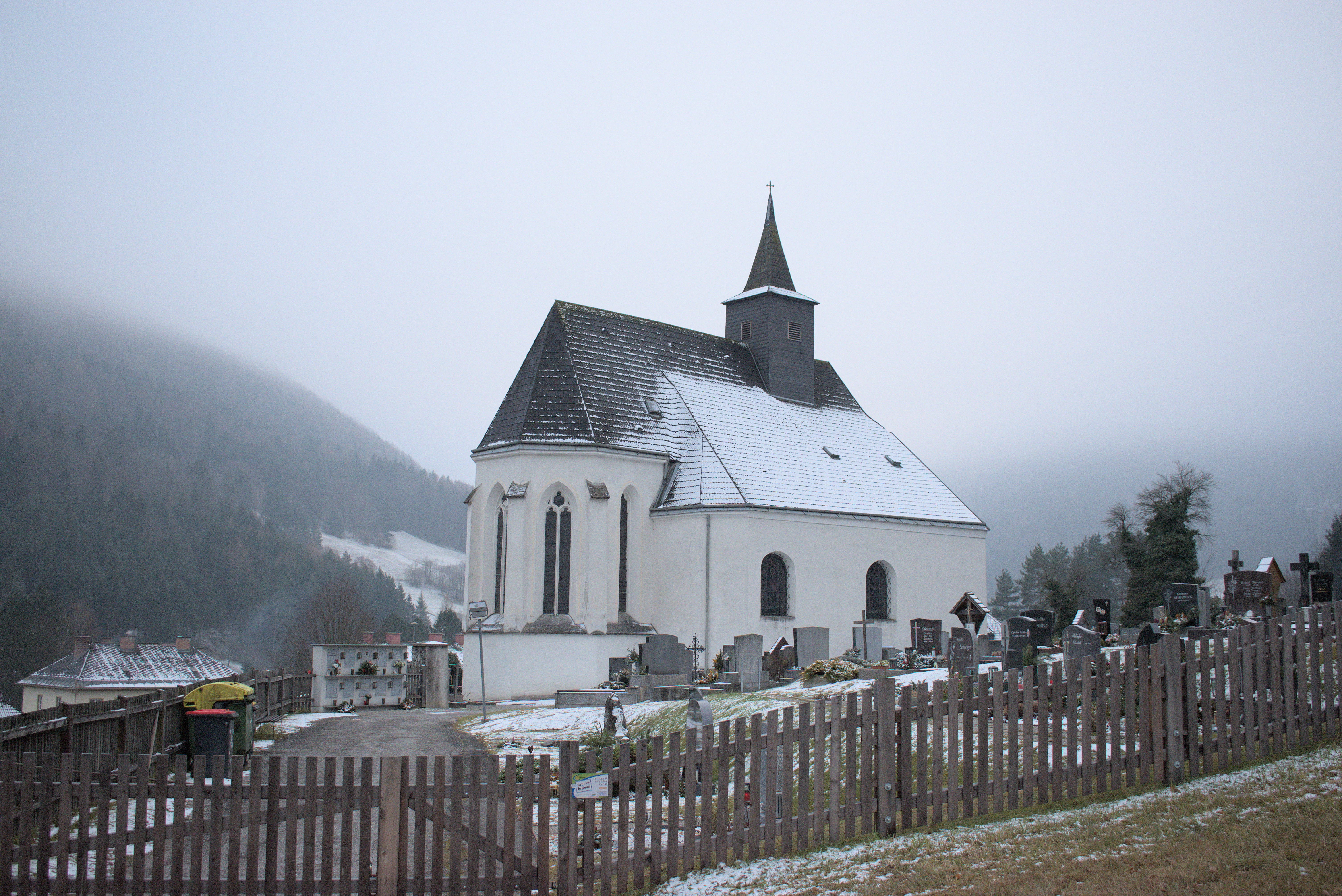
Pfarrkirche Kleinzell

- Passhöhe, Raststätte und Museum Kalte Kuchl
- Kleinzeller Pfarrkirche Mariä Himmelfahrt

## Wirtschaft und Infrastruktur

### Verkehr
Die L 133 verläuft durch den Ort und verbindet ihn mit der Gutensteiner Straße im Süden und der Hainfelder Straße im Norden. Diese Straße ist aufgrund ihrer zahlreichen Kurven eine beliebte Motorradstrecke. Von der Kalten Kuchl besteht die Möglichkeit nach Hohenberg und St. Aegyd am Neuwalde bzw. Rohr im Gebirge und Schwarzau im Gebirge abzubiegen. Eine weitere Straßenverbindung ist die L 132, welche von der Ramsau über das Dürrholzer Kreuz nach Kleinzell führt.
Kleinzell ist als Teil des VOR per Bus über die Linie 693 von Hainfeld und Rainfeld erreichbar.

### Ansässige Unternehmen
Nichtlandwirtschaftliche Arbeitsstätten gab es im Jahr 2011 62, land- und forstwirtschaftliche Betriebe nach der Erhebung 2010 72. Die Zahl der Erwerbstätigen am Wohnort betrug 2011 398. Die Erwerbsquote lag 2001 bei 49,76 Prozent.

### Öffentliche Einrichtungen

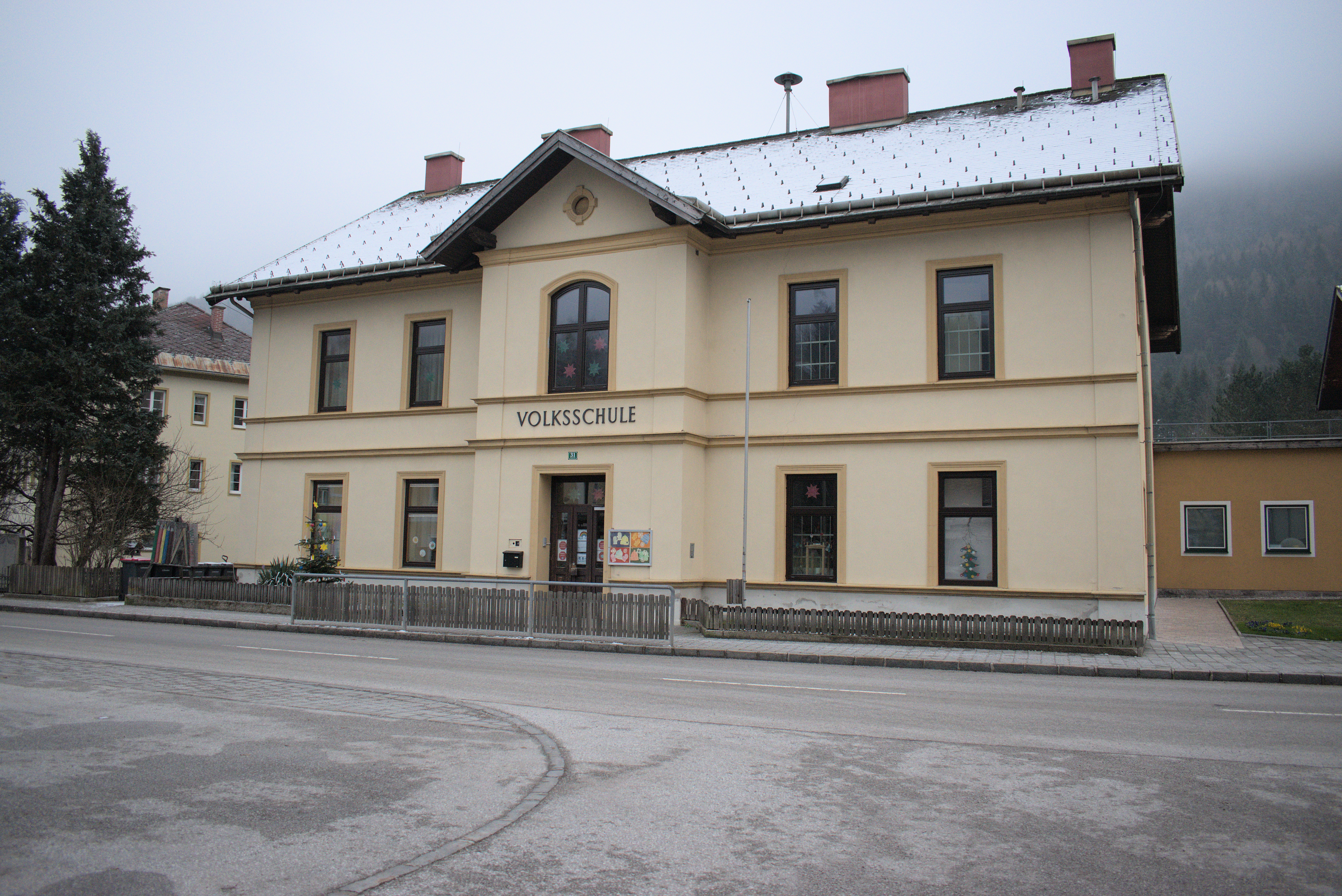
Volksschule Kleinzell

In Kleinzell befinden sich ein Kindergarten und eine Volksschule.

## Politik

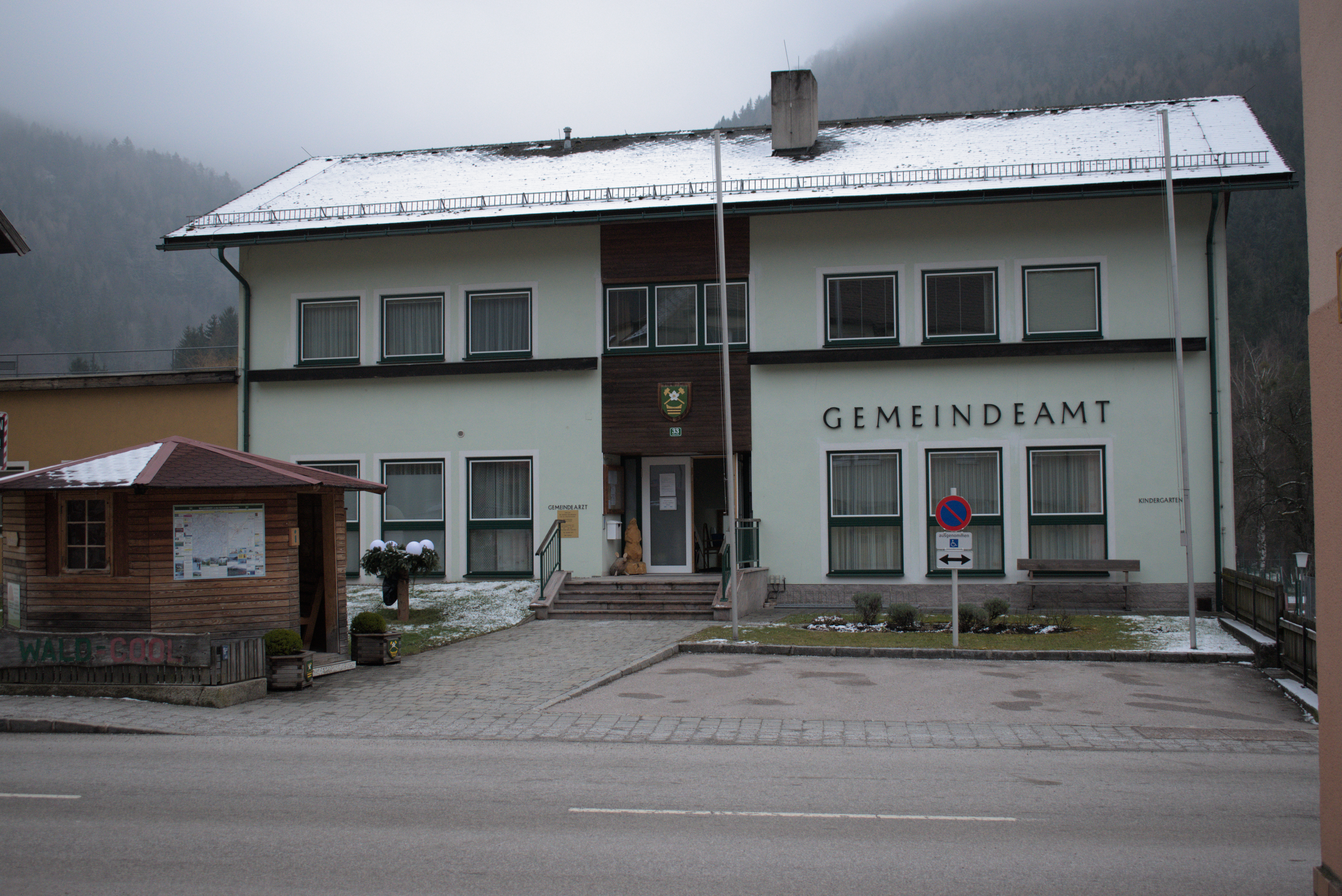
Kleinzeller Gemeindeamt

### Gemeinderat
Der Gemeinderat hat 15 Mitglieder.
- Mit den Gemeinderatswahlen in Niederösterreich 1990 hatte der Gemeinderat folgende Verteilung: 10 ÖVP, 3 SPÖ und 2 FPÖ.
- Mit den Gemeinderatswahlen in Niederösterreich 1995 hatte der Gemeinderat folgende Verteilung: 10 ÖVP, 3 SPÖ, 1 LIF und 1 FPÖ.[7]
- Mit den Gemeinderatswahlen in Niederösterreich 2000 hatte der Gemeinderat folgende Verteilung: 10 ÖVP, 3 SPÖ und 2 FPÖ.[8]
- Mit den Gemeinderatswahlen in Niederösterreich 2005 hatte der Gemeinderat folgende Verteilung: 12 ÖVP und 3 SPÖ.[9]
- Mit den Gemeinderatswahlen in Niederösterreich 2010 hatte der Gemeinderat folgende Verteilung: 13 ÖVP und 2 SPÖ.[10]
- Mit den Gemeinderatswahlen in Niederösterreich 2015 hatte der Gemeinderat folgende Verteilung: 12 ÖVP, 2 SPÖ und 1 FPÖ.[11]
- Mit den Gemeinderatswahlen in Niederösterreich 2020 hat der Gemeinderat folgende Verteilung: 11 ÖVP, 2 SPÖ, und 2 FPÖ.[12]

### Bürgermeister
- 1973–1995 Karl Thalhammer (ÖVP)
- 1995–2000 Franz Taxböck (ÖVP)
- 2000–2010 Stefan Mitschek (ÖVP)
- 2010–2024 Reinhard Hagen (ÖVP)
- 2024–0000 Hannes Gaupmann (ÖVP)[13]

## Persönlichkeiten
- Hans Richter (Dirigent) (1843–1916), lebte in Kleinzell
- Gisa Felsen (1874 – nach 1900), Theaterschauspielerin, geboren in Kleinzell
- Wolfgang Baumann (* 1966), Beamter und Gemeinderat in Kleinzell
- Marlene Groihofer (* 1989), Journalistin